# Hyalella meraspinosa
Hyalella meraspinosa is een vlokreeftensoort uit de familie van de Hyalellidae. De wetenschappelijke naam van de soort is voor het eerst geldig gepubliceerd in 2004 door Baldinger.